# Stryker
Stryker (рус. Страйкер) — семейство колёсных 8×8/4 боевых бронированных машин производства американской компании «Дженерал дайнемикс лэнд системз» (General Dynamics Land Systems).
Stryker создан на базе канадского бронетранспортёра LAV III, который, в свою очередь, является глубокой модернизацией швейцарского бронетранспортёра Piranha III 8x8.
Ряд боевых бронированных машин Stryker получил своё название в честь двух американских военнослужащих, награжденных посмертно высшей военной наградой США — Медалью Почёта: рядового первого класса Стюарта С. Страйкера, погибшего во Второй мировой войне, и специалиста 4-го ранга Роберта Ф. Страйкера, погибшего во Вьетнамской войне.
Машины Stryker предназначены для оснащения механизированных бригад Армии США, созданных в начале 2000-х годов в соответствии с концепцией Brigade Combat Team и предназначенных для применения в конфликтах низкой интенсивности для транспортировки подразделений мотопехоты (обычно мотопехотного отделения) на поле боя, ведения ими боя из машины, огневой поддержки их в процессе и после спешивания. Эти бригады занимают промежуточное положение между «тяжёлыми» бронетанковыми бригадами, вооружёнными танками M1 Abrams и БМП M2 Bradley, и пехотными бригадами на бронеавтомобилях «Хамви».

## Производство
Семейство машин создано на базе канадской LAV-III, которая, в свою очередь, была разработана на базе швейцарской MOWAG «Пиранья» III, с колёсной формулой 8 × 8.
В ноябре 2000 г. с компаниями «Дженерал дайнемикс лэнд системз» и «Дженерал моторс дефенс» был заключён первый контракт на поставки 2131 машины в течение 6 лет на сумму 4 млрд долл. В феврале 2002 года «Дженерал моторс дефенс» вышла из проекта и дальнейшее производство осуществляла только «Дженерал дайнемикс лэнд системз».
В 2005—2007 гг. были заключены ещё 6 контрактов на поставку в общей сложности 1063 машин. Контракты должны были быть выполнены до мая 2008 года.
В августе 2008 года с «Дженерал дайнемикс лэнд системз» заключён новый контракт на производство 615 машин до декабря 2011 года на сумму 1,2 млрд долл., а также контракт на производство 65 БМТВ M1128 до февраля 2010 года на сумму 326,5 млн долл. Всего, по контракту 2001 года General Dynamics должна поставить 4507 единиц всех модификаций Stryker.
По состоянию на 2011 год более 1000 автомобилей Stryker были отремонтированы на армейском депо Энистон и возвращены в эксплуатацию.

## Конструкция
Компоновка: Двигатель расположен впереди справа по ходу движения, место механика-водителя — слева, среднюю и заднюю часть машины занимает боевое отделение.
Бронекорпус Страйкера сварен из стали и обеспечивает защиту по 4-му классу НАТО (STANAG-4569) в лоб (от 14,5 мм КПВТ с дистанции 200 метров и осколков 155 мм снаряда с 25 метров) и по 3 классу с бортов и кормы (от 7,62 мм винтовочной бронебойной пули с вольфрамовым сердечником с 30 метров и осколков 155 мм снаряда с 60 метров) и в целом аналогичен по своей пулестойкости бронекорпусу БТР-82, однако, как правило, на борта уже на заводе устанавливаются дополнительные лёгкие керамические одноразовые (в отличие от стальной брони) бронепанели, поднимающие стойкость бронекорпуса с бортов до 4-го класса НАТО (14,5 мм по кругу). При использовании навесной керамической защиты Mexas массой 1300—1700 кг фирмы IBD Ingenieurbüro Deisenroth (Германия) лобовая проекция машины не поражается 30-мм бронебойным подкалиберным снарядом типа APDS с дистанции 500 м. Практически все Страйкеры, участвующие в боевых действиях оснащаются противокумулятивными решётками, снижающими эффективность гранат РПГ за счёт деформации кумулятивной воронки при попадании в решётку. Кроме того, начиная с 2004 года осуществляются поставки комплектов динамической защиты для Страйкеров, дислоцированных в Ираке, и с 2016 ведутся работы по оснащению Страйкеров системой активной защиты Iron Curtain американской компании Artis, предназначенной для перехвата гранат РПГ и дозвуковых ПТУР. Особенность комплекса активной защиты Iron Curtain заключается в направлении потока осколков строго вниз, позволяющем при срабатывании системы максимально избежать поражения находящейся вблизи защищаемого объекта пехоты, что особенно важно для действующих в тесном взаимодействии с пехотой бронетранспортеров.
Вооружение различается для разных модификаций. Вооружение устанавливается на дистанционно управляемой установке Protector RWS сверху корпуса и может включать 12,7-мм пулемёт M2 «Браунинг» (боекомплект 2000 патронов) или 7,62-мм пулемёт M240 (4500 патронов), или 40-мм автоматический гранатомёт Mk19 (448 гранат). Кроме того, на установке размещаются шесть дымовых гранатомётов.
Двигатель — дизельный «Катерпиллер» (Caterpillar) 3126 мощностью 350 л. с.
Трансмиссия — автоматическая шестиступенчатая фирмы «Аллисон».
Колёсная формула — 8 × 8, возможно отключение привода двух мостов. Имеется система регулирования давления в шинах.
Машины могут перевозиться транспортными самолётами C-130 (1 единица), C-17 (2 единицы), C-5 (4 единицы).

## Модификации

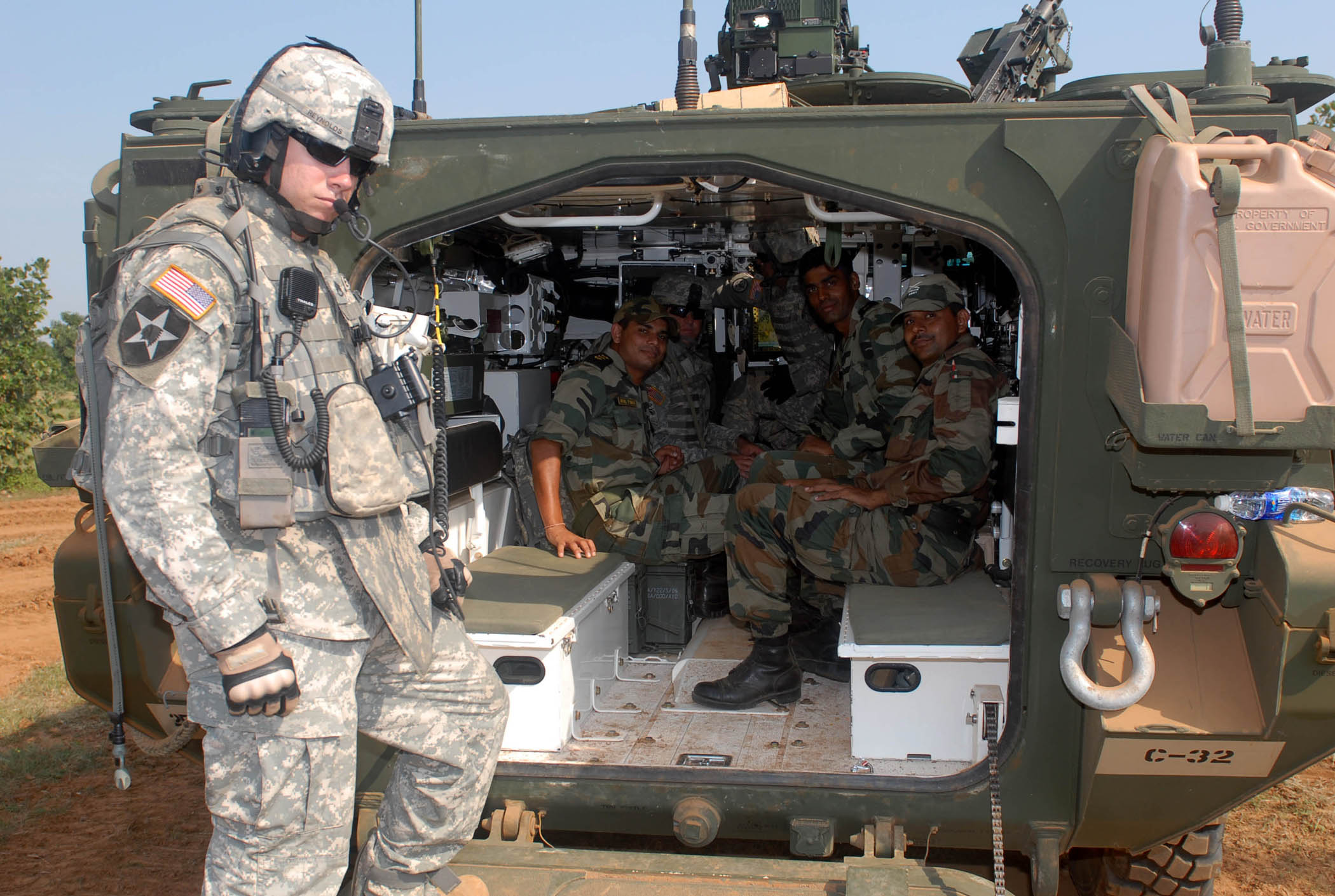
«Страйкер», вид со стороны кормы. Откидная аппарель. Штабс-сержант Джереми Рейнольдс из 2-й бригады 2-й пехотной дивизии с индийскими солдатами в ходе учений с индийской армией Yudh Abhyas, 14 октября 2009 года
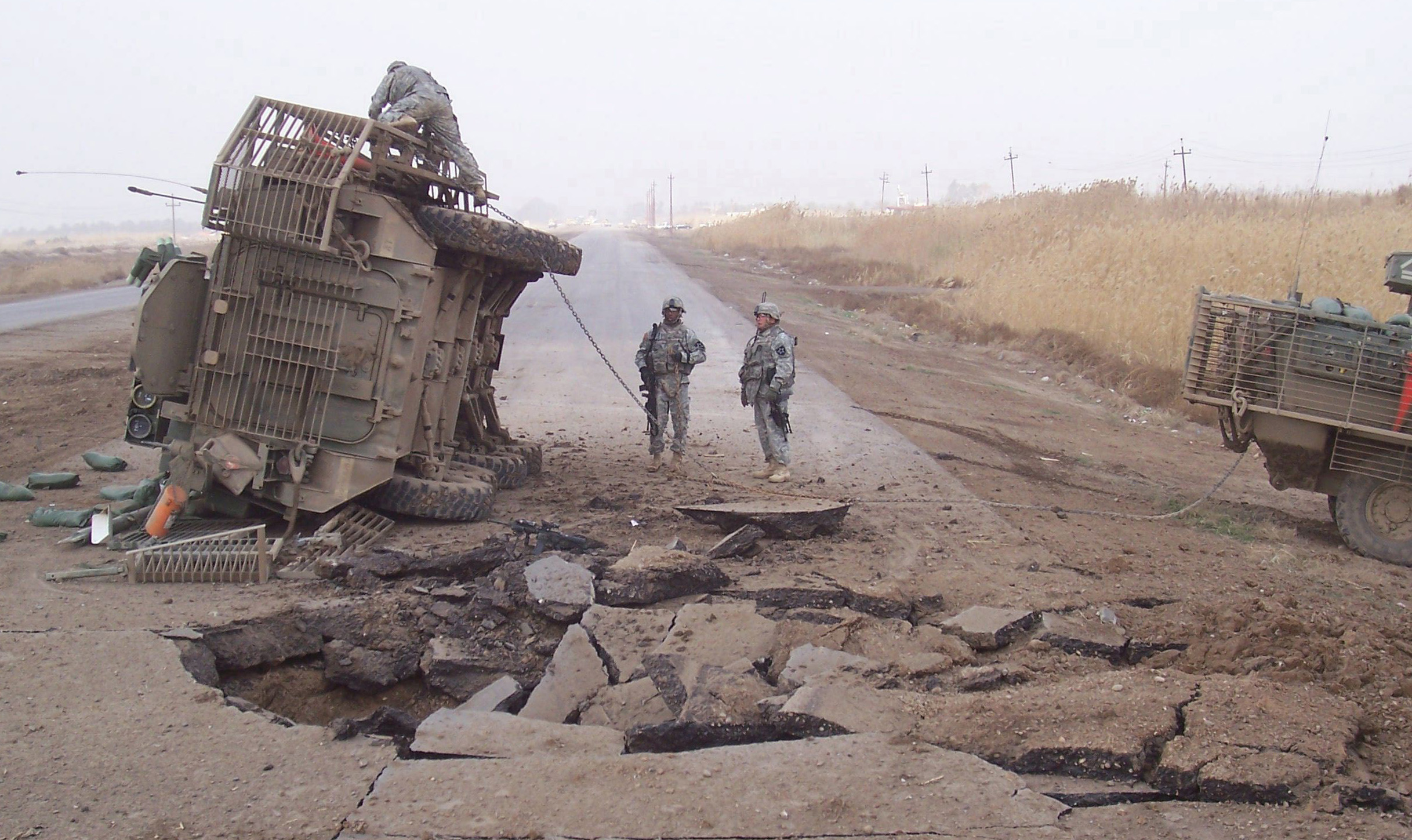
Деревня Шейх-Хамед, Ирак, 15 апреля 2007. Страйкер 3-й бригады 2-й пехотной дивизии после подрыва заглублённого самодельного взрывного устройства. Экипаж выжил[6], машина восстановлена

- M1296 Stryker Dragoon — боевая машина пехоты с 30-мм артиллерийской установкой Mark 44.
- M1126 Infantry Carrier Vehicle (ICV) — бронетранспортёр, базовая модель для транспорта экипажа из двух человек и пехотного отделения (9 солдат и сержант, обычно E-6). Весит 19 тонн. Вооружение включает в себя крупнокалиберный пулемет 12,7 мм M2 Browning или гранатомет 40 мм Mk 19, установленный на необитаемый боевой модуль с дистанционным контролем RWS (Remote Weapon Station) либо пулемет 7,62 мм M240.
  - Stryker+Tr — прототип гусеничной версии бронетранспортёра M1126 для конкурса AMPV по замене бронетранспортёра M113 для Армии США[8].
- M1127 Reconnaissance Vehicle (RV) — боевая разведывательная машина, базируется на варианте M1126 ICV, но предназначена для сбора информации и передачи на театре военных действий в реальном времени. Экипаж также состоит из двух человек и четырех солдат (иногда 6), обычно это кавалеристы (cavalry scout). Также, на эту модель устанавливается система дальнего наблюдения фирмы Raytheon (англ. Long-Range Advanced Scout Surveillance System (LRAS3)) что не позволяет установить боевой модуль RWS, в отличие от варианта М1126 ICV.[9] Вооружение составляет крупнокалиберный пулемет 12,7 мм M2 Browning или гранатомет 40 мм Mk 19 либо пулемет 7,62 мм M240.
- M1128 Mobile Gun System[англ.] (MGS) — боевая машина с тяжёлым вооружением/противотанковая САУ. Вооружена 105-мм орудием М68A1E4, вариантом американской М68 танковой пушки, крупнокалиберным пулеметом 12,7 мм M2 Browning или гранатометом 40 мм Mk 19. Максимальная скорострельность - 6 выстрелов в минуту. Основное орудие имеет дульный тормоз для смягчения отдачи и автомат заряжания, который отсутствует на основных боевых машинах США. М1128 MGS будут полностью сняты с вооружения ВС США к концу 2022 года, в частности, из-за проблем с обслуживанием автомата заряжания[10].
- M1129 Mortar Carrier Vehicle (MCV) — самоходный миномёт, основное вооружение составляет миномёт Soltam 120 мм Recoil Mortar System (RMS) израильской разработки, предназначенное для поддержки пехоты.
- M1130 Command Vehicle (СV) — командно-штабная машина, также разработан на основе варианта М1126 ICV, предназначена для принятия/анализа информации и данных и руководства непосредственно войсками на поле боя. Выделяется по 3 машины на штаб бригады, 2 на штаб батальона и 2 на каждую роту пехоты.[11] Вооружение идентично варианту M1126 ICV.
- M1131 Fire Support Vehicle (FSV) — машина управления огнём артиллерии, предназначена для наблюдения за целями и автоматической передачи координат и другой информации по четырем каналам радиосвязи.[12] Вооружение идентично варианту M1126 ICV.
- M1132 Engineer Squad Vehicle (ESV) — инженерная машина разграждения, предназначена для очищения преград, обнаружения и обезвреживания мин. Отличительная черта, наличие ножевого минного трала (минный плуг) в передней части машины.[13] Вооружение идентично варианту M1126 ICV.
- M1133 Medical Evacuation Vehicle (MEV) — санитарно-эвакуационная машина. Вооружения не имеет.
- M1134 Anti-Tank Guided Missile Vehicle (ATGM) — самоходный противотанковый ракетный комплекс с ПТУР BGM-71 TOW. Экипаж состоит из четырёх человек (водитель, командир, стрелок, заряжающий). Помимо основного вооружения имеется пулемёт 7,62 мм M240.
- M1135 Nuclear, Biological, Chemical, Reconnaissance Vehicle (NBCR) — машина РХБ разведки. Единственный вариант, стоящий на вооружении, без v-образного днища. Типичная задняя гидравлическая рампа отсутствует. Вооружение идентично варианту M1126 ICV.

## Тактическая роль

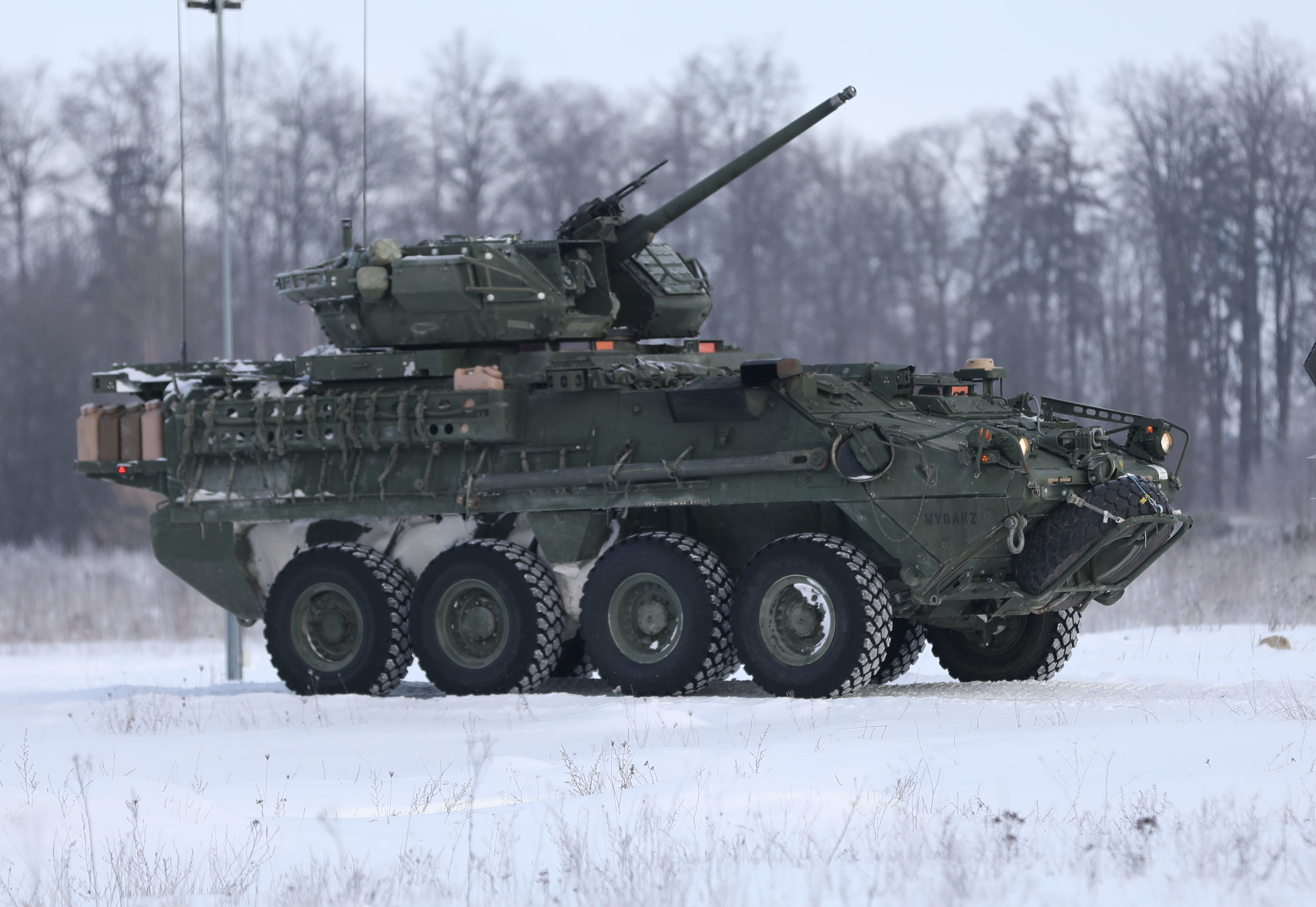
M1296 Stryker Dragoon 2-го кавалерийского полка на полигоне Бемово-Писке в Польше.  11 февраля 2021
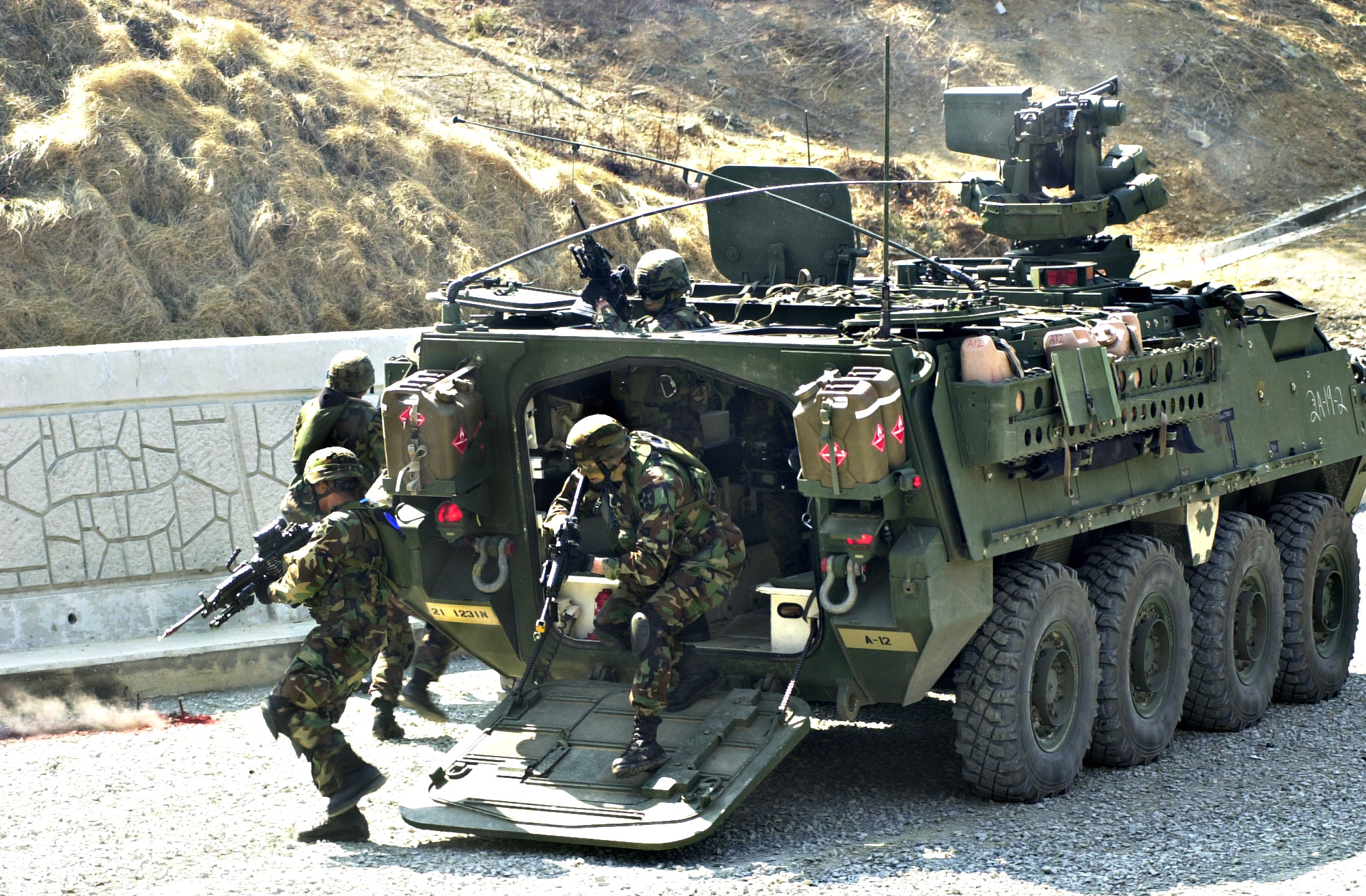
Бойцы 1-й бригады 2-й пехотной дивизии США высаживаются из Страйкера в ходе корейско-американских учений RSO&I/Foal Eagle, 20 марта 2005 года
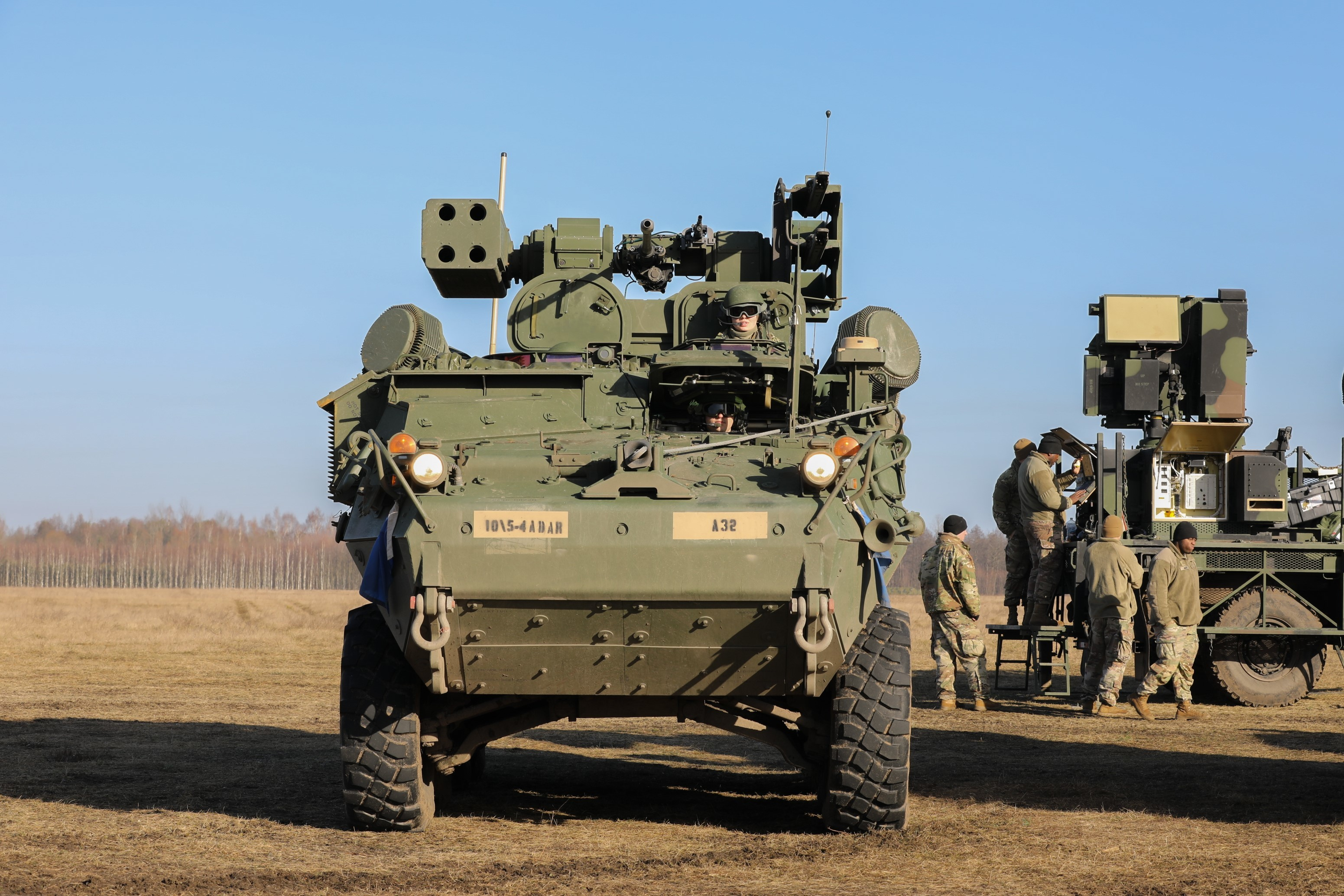
M-SHORAD 5-4-го зенитного ракетно-артиллерийского дивизиона 10-го командования ПВО-ПРО во время учений «Удар саблей 2022» в Польше. 24 февраля 2022
- Пулемёт М2 на M1126 ICV 2-го кавалерийского полка

Семейство боевых машин Страйкер предназначено для оперативной доставки пехоты на поле боя или к месту вооруженного конфликта. В армии США эти машины поступают на вооружение механизированных бригад либо, как в случае со 2-м кавалерийским полком, частей, имевших до этого лишь небронированные машины типа «Хамви». Для таких подразделений страйкеры обеспечивают повышение боевых возможностей за счет броневого прикрытия, мобильных средств поддержки пехоты, а также возможность оперативного применения на значительных расстояниях от мест базирования.
Предполагается, что страйкеры будут особенно эффективны в городских условиях, доставляя боевые группы непосредственно в зону конфликта.

## Боевое применение
С октября 2003 по 2011 года применялся в операциях на территории Ирака. Известно, что за первую неделю сражения за Бакубу в мае 2007 года было уничтожено 5 машин, 8 человек погибли и несколько десятков было ранено.

## Оценки машины
По результатам использования в Ираке, от военнослужащих США машины «Страйкер» получили в основном положительные отзывы. В частности, отмечалось хорошее обеспечение выживаемости экипажа и десанта при поражении машины.
Некоммерческая организация «Project On Government Oversight», специализирующаяся на исследовании эффективности государственных проектов, также дала положительную оценку «Страйкеру». Опросив множество военнослужащих, имевших боевой опыт работы с данной машиной, и проведя собственное исследование, организация дала высокую оценку проекту.
Согласно порталу «Defense Industry Daily», российский военный аналитик Василий Фофанов, редко дающий высокие оценки американской технике в Ираке, также высоко оценил боевые качества «Страйкера».

В той же статье на «Defense Industry Daily», полковник Роберт Браун (Robert Brown), командир 1-й механизированной бригады 25-й пехотной дивизии, заявил:

В течение года что мы здесь, в нас попало 115 гранат РПГ. И ни одна не пробила «Страйкер». Ни одна. Никакой пулемётный огонь не пробил «Страйкер». От попадания РПГ у нас был один погибший, он стоял в открытом люке, а противник вёл огонь с крыши здания. Но ни одна граната РПГ не пробила «Страйкер». 115 попаданий, это фантастическая машина.
 Оригинальный текст (англ.)We were hit by 115 RPGs hit Strykers over the year we had here, not one penetrated a Stryker, not one. Not any—no machine gun fire penetrated a Stryker inside. We did have a soldier that was killed in a hatch by an RPG—standing up in a hatch, and they fired from a building on top, but not one RPG penetrated a Stryker; 115 hits, it’s a fantastic vehicle.
— M1126 Strykers in Combat: Experiences & Lessons
Однако имелись и претензии к относительно недостаточной защите от противотанкового и стрелкового оружия и неудобной конструкции машины.. Анализ, проведённый управлением DOT&E в 2007 году, заключил, что «Страйкер» MGS (вариант машины со 105-мм пушкой) не обладает оперативной эффективностью ввиду уязвимости небронированной орудийной платформы. В феврале 2008 года сообщалось о намерении командования армии США отказаться от закупки БМТВ M1128 из-за недостаточной надёжности, проявленной в ходе испытаний, однако впоследствии контракт был заключён.

## Тактико-технические характеристики
БМТВ M1128 MGS
- Боевая масса — 18,77 т
- Экипаж — 3 чел.

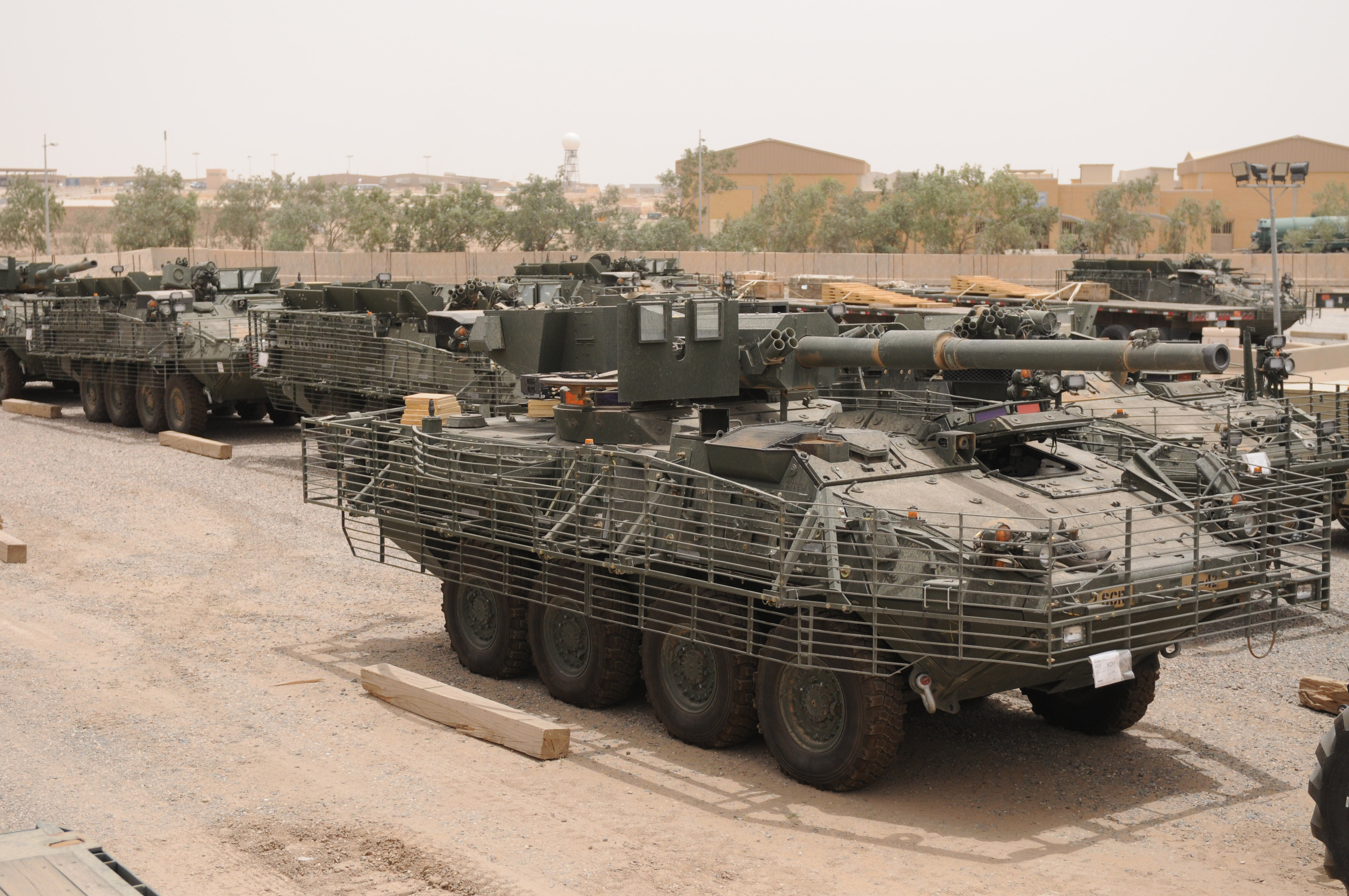
Колёсный танк M1128 MGS ожидает отправку в Афганистан в рамках операции «Несокрушимая свобода», 12 июля 2008

- Вооружение — 105-мм пушка M68A2, 7,62-мм спаренный пулемёт, дополнительно может устанавливаться 12,7-мм зенитный пулемёт
- Боекомплект — 18 выстрелов, 3400 7,62-мм патронов, 400 12,7-мм патронов
- Максимальная скорость по шоссе — 96 км/ч
- Запас хода по шоссе — 531 км
- Ёмкость топливных баков — 215 л

## На вооружении

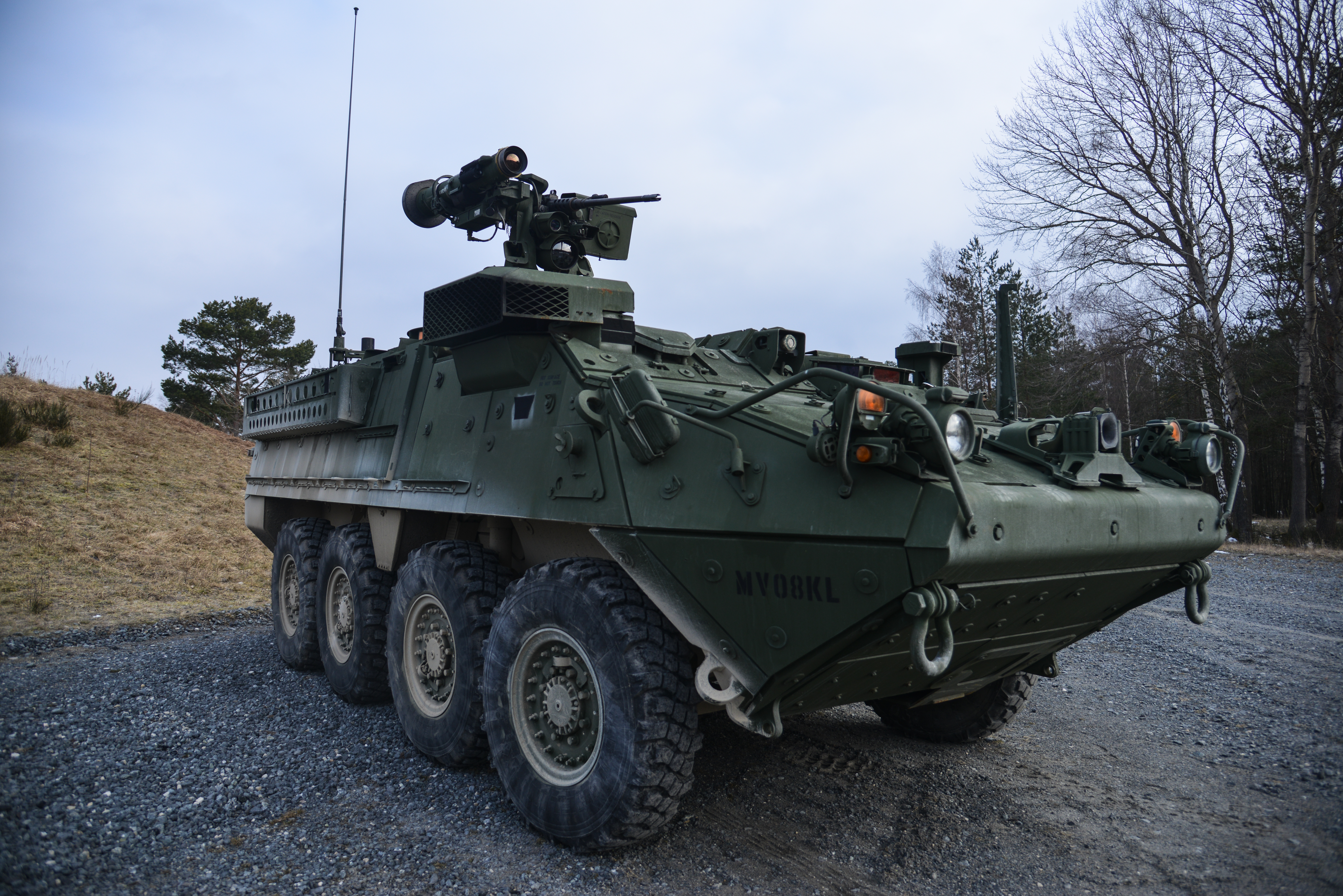
Джавелин в боевом модуле бронетранспортёра M1126 Stryker ICV 2-го кп

- США: всего 4351 единица всех модификаций, по состоянию на 2019 год[25]
  - M1296 Stryker Dragoon — 83 единицы по состоянию на 2019 год[25]
  - M1126 Stryker Infantry Carrier Vehicle — 1773 единицы, по состоянию на 2019 год[25]
  - M1127 Stryker Reconnaissance Vehicle — 545 единиц, по состоянию на 2019 год[25]
  - M1128 Stryker Mobile Gun System — 134 единицы, по состоянию на 2019 год[25]
  - M1129 Stryker Mortar Carrier — 441 единица, по состоянию на 2019 год[25]
  - M1130 Stryker Command Vehicle — 348 единиц, по состоянию на 2019 год[25]
  - M1131 Stryker Fire Support Vehicle — 188 единиц, по состоянию на 2019 год[25]
  - M1132 Stryker Engineer Squad Vehicle — 168 единиц, по состоянию на 2019 год[25]
  - M1133 Stryker Medical Evacuation Vehicle — 304 единицы, по состоянию на 2019 год[25]
  - M1134 Stryker Anti-Tank Guided Missile Vehicle — 133 единицы, по состоянию на 2019 год[25]
  - M1135 Stryker Nuclear, Biological, Chemical, Reconnaissance Vehicle — 234 единицы, по состоянию на 2019 год[25]
- Таиланд 70 единиц, в основном М1126 Infantry Carrier Vehicle, по состоянию на конец 2020 года[26]
- Украина: 180 единиц M1126 на 2024 год[27][28]

## Любопытные факты
- С 2008 года название боевой машины входит в официальное название 2-го кавалерийского полка США: 2nd Cavalry Regiment (Stryker).